# Alán Barroso
Alán Barroso Arrufat (Santa Eulalia de Ronsana, Barcelona, 30 de septiembre de 1997) es un politólogo, activista y divulgador político español. Está presente en la escena política y mediática española, aportando análisis y perspectivas sobre diversos temas de actualidad.

## Biografía
Alán Barroso, pese haber nacido en Santa Eulalia de Ronsana, Barcelona, fue criado en Valjunquera (Teruel). Se graduó en Ciencias Políticas por la Universidad Autónoma de Barcelona y posteriormente cursó Estudios Avanzados en Comunicación Política en la Universidad Complutense de Madrid. 

### Estudios
Antes de consolidarse como divulgador en la comunicación política digital, Alan Barroso desempeñó diversos roles en el ámbito político y académico. Barroso inició su andadura en el ámbito universitario como responsable de representación estudiantil en la Universidad Autónoma de Barcelona. Posteriormente, amplió su experiencia trabajando como técnico municipal y asesor de campaña, funciones relacionadas con la administración pública y el análisis de estrategias electorales. Además, desempeñó el papel de tutor en el curso "Tuitocracia: Comunicación Política para una nueva década", organizado por la Universidad Internacional Menéndez Pelayo, donde se abordó el impacto de las redes sociales en la política contemporánea.

### Trayectoria
En 2020 empezó en redes hablando de política nacional. A lo largo de estos años ha participado en diversas conferencias y encuentros relacionados con la comunicación política y el activismo digital. Destaca su adhesión al manifiesto "¡A las urnas las ciudadanas y los ciudadanos!", una iniciativa que reunió a más de 300 personalidades del ámbito cultural, científico y social. Este manifiesto, presentado en julio de 2023, hacía un llamado a la participación masiva en las elecciones generales del 23 de julio, con el objetivo de contrarrestar el avance de políticas conservadoras y ultraderechistas. Entre los firmantes se encontraban figuras como Pedro Almodóvar, Joan Manuel Serrat y Javier Bardem.
En 2022, publicó su primer libro titulado "Patria digna, la España que intentaron robarnos" bajo el sello de Ediciones B. Esta obra ofrece un recorrido didáctico por la historia popular de España y propone la construcción de un orgullo nacional progresista.
Además de su labor como escritor y divulgador, Barroso ha participado en programas de televisión como “La hora de la 1” o "Más Vale Tarde" y "Al Rojo Vivo" en La Sexta, donde analiza la actualidad política. A día de hoy colabora en el periódico Infolibre y trabaja en el periódico digital El HuffPost, donde escribe reportajes y graba contenidos audiovisuales de actualidad política española. Además, estuvo presente físicamente en Washington D. C. cubriendo las elecciones estadounidenses de noviembre de 2024 para dicho periódico. 

### Redes Sociales
Además de su labor como asesor político y comunicador, Barroso tiene presencia en redes sociales, donde difunde contenido sobre actualidad política. En Instagram cuenta con más de 300 000 seguidores, en TikTok casi 500 000 y en X más de 200 000.
También gestiona dos canales de Youtube: Alán Barroso Clips, en el cual tiene 150 000 seguidores, y Alán Barroso A, con 120 000. Este segundo canal también es subido a la plataforma Spotify bajo el nombre Clave Barroso, como podcast diario, con más de 100 000 oyentes, que informa al oyente de noticias de ámbito nacional e internacional. 

## Trayectoria mediática

### Televisión
Como colaborador
| Año             | Programa         | Canal    | Notas       |
| --------------- | ---------------- | -------- | ----------- |
| 2024 - presente | Al rojo vivo     | La Sexta | Colaborador |
| 2024 - presente | Más vale tarde   | La Sexta | Colaborador |
| 2023 - presente | La hora de la 1  | RTVE     | Colaborador |
| 2022 - presente | En boca de todos | Cuatro   | Colaborador |
| 2021 - 2024     | Cuatro al día    | Cuatro   | Colaborador |

### Podcast
| Año         | Programa      | Canal   | Notas                              |
| ----------- | ------------- | ------- | ---------------------------------- |
| 2024 - 2025 | Clave Barroso | Spotify | Presentador, guionista y productor |

## Obra
Barroso, A. (2022). Patria digna: La España que intentaron robarnos. Ediciones B. ISBN - 9788466672085 

## Colaboraciones
En el ámbito académico, ha contribuido en obras colectivas, como el capítulo "Radicales con palabras suaves: Del 15M a la 'moderación crispada'" en el libro "Tras la indignación: el 15M: miradas desde el presente" 